# The Cross of Changes
The Cross of Changes е албум на немския ню ейдж/етно проект „Енигма“. Издаден е на 6 декември 1993 г. и е вторият официален студиен албум на групата, който следва успешния им дебют от преди три години MCMXC a.D..
Най-известната песен от този албум е сингълът Return to Innocence, включена в множество филмови саундтракове. Този албум представя едно ново, по-роково ориентирано звучене, а познатите грегориански песнопения от предишния албум са заменени с етно музика от цял свят.

## Фактология
- Вторият албум, в който се появява емблематичният „Рог на Енигма“.
- Вокалите в I Love You... I'll Kill You са вдъхновени от песента на „Лед Цепелин“ The Battle of Evermore.
- Използван е семпъл от барабаните на Джон Бонъм от песента When the Levee Breaks в песента Return to Innocence.
- В песента The Eyes of Truth е използван семпъл от песента Ultraviolet (Light My Way) на „Ю Ту“.
- В I Love You... I'll Kill You е използван семпъл от барабаните в песента Fading Lights на „Дженезис“.
- Ползван е семпъл от хармониката от песента The Wizzard на „Блек Сабат“ в песента I Love You... I'll Kill You.
- Ползвани са барабаните от песента на Питър Гейбриъл Kiss That Frog в песента The Eyes of Truth.
- Този албум на „Енигма“ не постига комерсиалния успех на дебютния албум.
- Достига продажби от над 12 милиона копия, като само 1,4 милиона от тях са от предварителни заявки, направени след големия успех на MCMXC a.D..
- Песента Age of Loneliness е преработена версия на песента Carly's Song, която е специално написана за филма „Сливър“ с Шарън Стоун, която играе ролята на Карли.
- Напевите на племето ами от Тайван, включени в Return to Innocence често се бъркат за традиционна индианска песен.
- Песента The Eyes of Truth е използвана за официалния трейлър на научнофантастичния екшън филм „Матрицата“.

## Песни
Стандартното издание от 1993 г. включва следните песни:
1. Second Chapter – 2:16
2. The Eyes of Truth – 7:13
3. Return to Innocence – 4:17
4. I Love You... I'll Kill You – 8:51
5. Silent Warrior – 6:10
6. The Dream of the Dolphin – 2:47
7. Age of Loneliness (Carly's Song) – 5:22
8. Out from the Deep – 4:53
9. The Cross of Changes – 2:23

На 21 ноември 1994 г. е издаден специален 24-каротов златен диск, включващ бонус ремиксите:
10. Return to Innocence (Long & Alive Version) – 7:07
11. Age of Loneliness (Enigmatic Club Mix) – 6:23
12. The Eyes of Truth (The Götterdämmerung Mix) – 7:18

### Сингли
- 1993 – Return to Innocence
- 1994 – Age of Loneliness
- 1994 – The Eyes of Truth
- 1994 – Out from the Deep